# Provinz Valladolid
Valladolid ist eine Provinz der spanischen autonomen Gemeinschaft Kastilien-León. Sie umfasst ein Gebiet von 8.110,52 km² und hat 525.398 Einwohnern (Stand: 2024), die auf 255 Gemeinden verteilt leben. Ihre Hauptstadt ist Valladolid.

## Lage
Valladolid grenzt im Nordwesten an die Provinz León, im Norden an Palencia, im Osten an Burgos im Südosten an Segovia, im Süden an Ávila, im Südwesten an Salamanca und im Westen an Zamora. Sie umfasst auch eine kleine Exklave zwischen den Provinzen León und Zamora, ebenso eine kleine Exklave in der Provinz León.

## Verwaltungsgliederung
Die Provinz umfasst 225 Städte und Gemeinden (municipios), die in sieben Bezirken/Kreisen (comarcas) zusammengefasst sind: Tierra del Vino, Tierra del Pan, Tierra de Campos, Tierra de Pinares, Campo de Peñafiel, Campiña del Pisuerga und Páramos del Esgueva.

## Sprache
Spanisch ist die einzige Amtssprache im gesamten Gebiet. Valladolid zeichnet sich dadurch aus, dass es die Residenz des Autors von Don Quijote, Miguel de Cervantes, sowie von Autoren wie José Zorrilla oder Miguel Delibes und der Stoßrichtung seiner Universität war. Die Provinz zeichnet sich durch eine beträchtliche Anzahl von Menschen aus, die die spanische Sprache lernen möchten (Sprachtourismus).

## Verwaltungsgliederung

### Comarcas

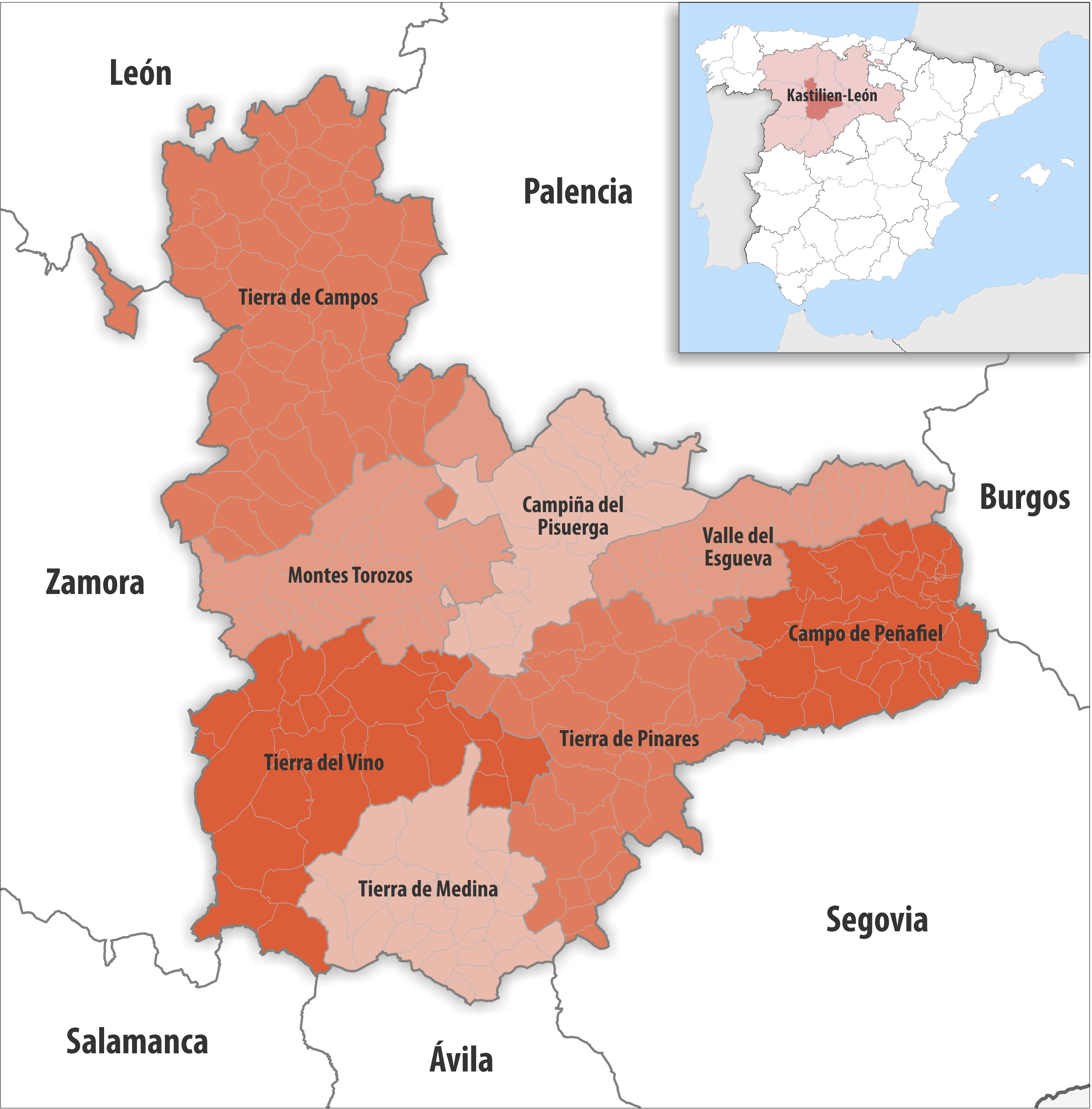
Comarcas in der Provinz Valladolid

| Comarca              | Gemeinden | Einwohner (2024) | Fläche km² | Dichte Einw./km² | Hauptort          |
| -------------------- | --------- | ---------------- | ---------- | ---------------- | ----------------- |
| Campiña del Pisuerga | 16        | 353.943          | 737,07     | 480              | Valladolid        |
| Campo de Peñafiel    | 25        | 10.855           | 807,73     | 13               | Peñafiel          |
| Montes Torozos       | 30        | 7.470            | 857,40     | 9                | Villanubla        |
| Tierra de Campos     | 58        | 15.513           | 1.945,79   | 8                | Palencia          |
| Tierra de Medina     | 21        | 25.001           | 764,53     | 33               | Medina del Campo  |
| Tierra de Pinares    | 33        | 83.279           | 1.172,39   | 71               | Laguna de Duero   |
| Tierra del Vino      | 23        | 21.885           | 1.272,60   | 17               | Tordesillas       |
| Valle del Esgueva    | 19        | 7.452            | 553,01     | 13               | Renedo de Esgueva |
| Provinz Valladolid   | 225       | 525.398          | 8.110,52   | 65               | Valladolid        |

## Gerichtsbezirke

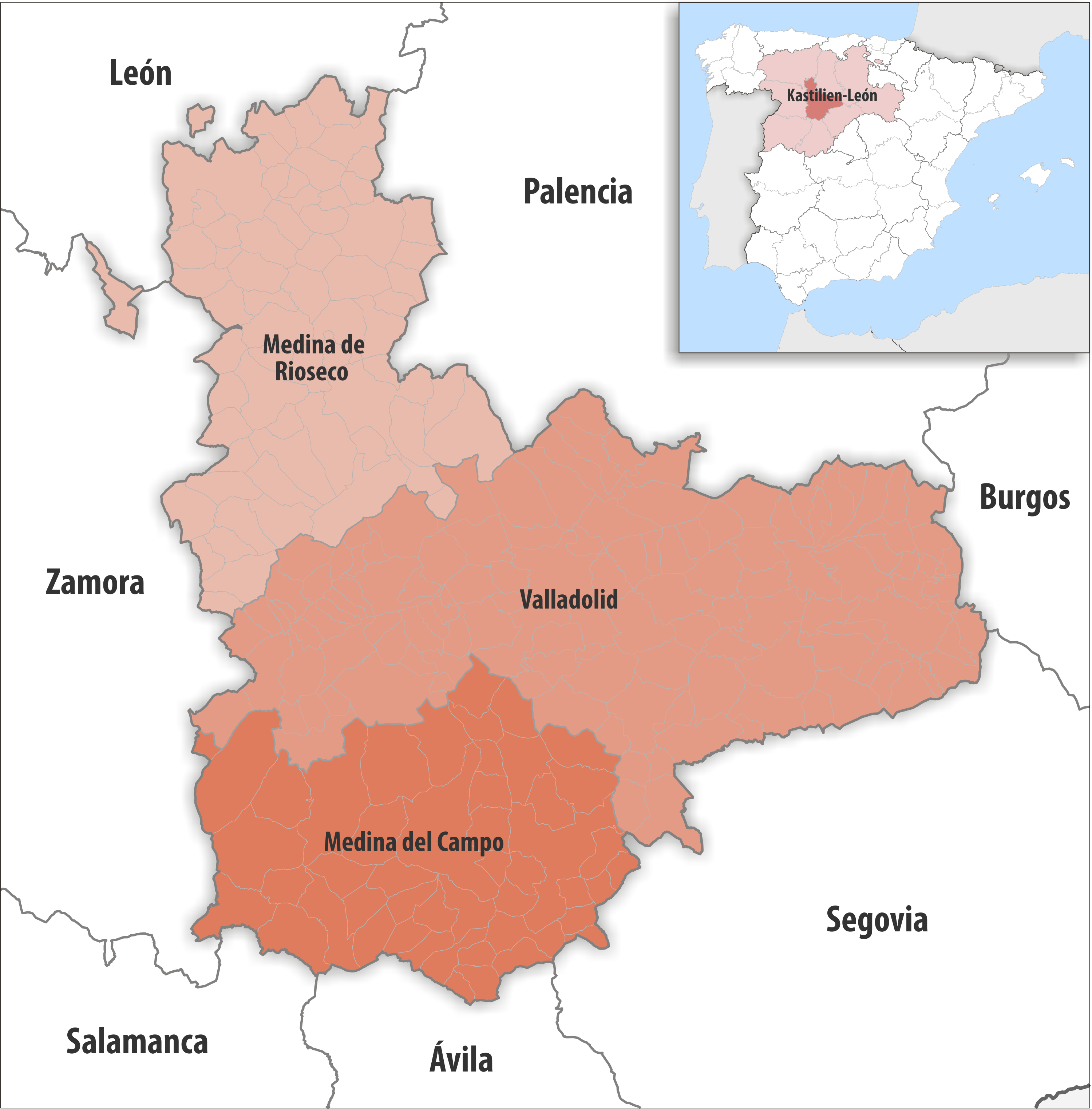
Gerichtsbezirke in der Provinz Valladolid

| Gerichtsbezirk     | Gemeinden | Einwohner (2024) | Fläche km² | Dichte Einw./km² | Hauptquartier     |
| ------------------ | --------- | ---------------- | ---------- | ---------------- | ----------------- |
| Medina del Campo   | 47        | 46.706           | 2.051,52   | 23               | Medina del Campo  |
| Medina de Rioseco  | 64        | 16.801           | 2.233,24   | 8                | Medina de Rioseco |
| Valladolid         | 114       | 461.891          | 3.825,76   | 121              | Valladolid        |
| Provinz Valladolid | 225       | 525.398          | 8.110,52   | 65               | Valladolid        |

## Größte Gemeinden
(Stand 2024)
| Gemeinde                | Einwohner |
| ----------------------- | --------- |
| Valladolid              | 300.618   |
| Laguna de Duero         | 22.907    |
| Arroyo de la Encomienda | 22.268    |
| Medina del Campo        | 20.097    |

Kleinste Gemeinde ist Aguasal mit 19 Einwohnern.